# Тилакоиди
Тилакоиди су плочасте инвагинације ћелијске мембране прокариотских ћелија и пластида. Поседују их бактерије које могу да обављају фотосинтезу – модрозелене бактерије. 
Хлоропласти такође поседују овај систем. Тилакоидни систем је сложен систем унутрашњих мембрана и чине га тилакоиди строме и тилакоиди гранума (подсећају на наслагане новчиће). У њиховим мембранама се налазе хлорофили и други пигменти. 